# Rafael Hofmann
Rafael Hofmann (* 25. Januar 1950 in Moers) ist ein deutscher Kommunalpolitiker. Er war von 1999 bis 2004 der erste gewählte CDU-Bürgermeister in Moers.

## Leben
Hofmann machte nach dem Besuch der Volksschule sein Abitur am Moerser Gymnasium Adolfinum. Nach dem Wehrdienst studierte er in München und Bonn Jura. Als Referendar arbeitete er bei der Stadtverwaltung in Moers. Von 1982 bis 1999 arbeitete er als Rechtsanwalt und Fachanwalt für Sozialrecht sowie Fachanwalt für Familienrecht in Moers.
1999 wurde er zum Bürgermeister der Stadt Moers gewählt. Dieses Amt übte er bis 2004 aus. Seine Amtszeit war vor allem von der desolaten Haushaltssituation bestimmt. Neben einem Schulsanierungsprogramm wegen PCB leitete er eine Verwaltungsreform ein. Nach seiner Wahlniederlage gegen den SPD-Kandidaten Norbert Ballhaus ließ er sich 2004 wieder als Anwalt in Moers nieder.